# Rechtenstein
Rechtenstein è un comune tedesco di 293 abitanti, situato nel land del Baden-Württemberg.